# 光囊恰里螺
光囊恰里螺（学名：Kaliella lamprocystis）为拟阿勇蛞蝓科恰里螺属的动物，是中国的特有物种。分布于新疆、甘肃、四川等地，生活环境为陆地，主要生活于山地林区潮湿多腐殖质的灌木丛中、河溪边草根以及落叶石块腐木下。